# Hala'ibtriangeln

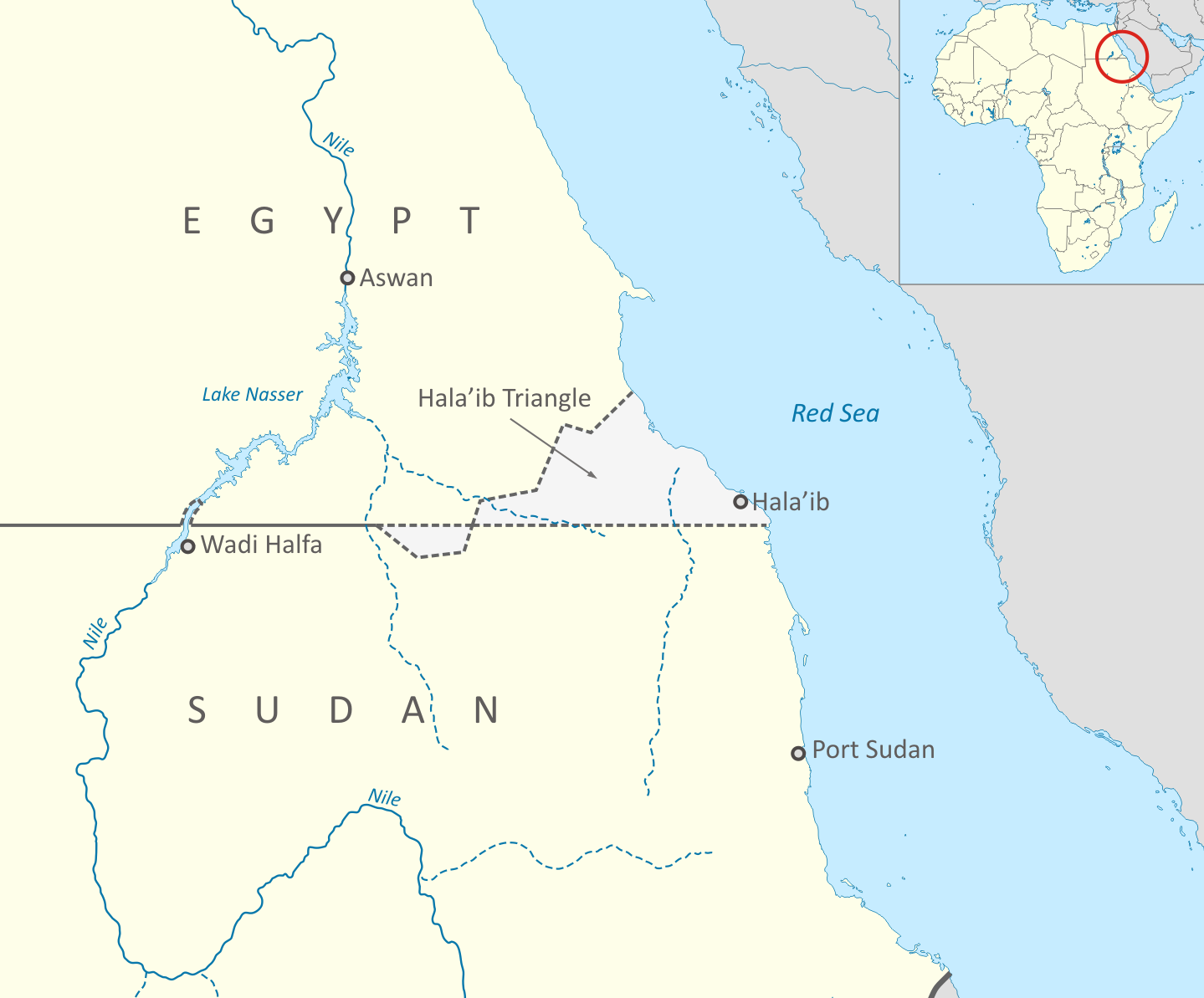
Hala'ibtriangeln vid gränsen mellan Egypten och Sudan

Hala'ibtriangeln är ett landområde i nordöstra Afrika, vid Röda havets kust. Både Egypten och Sudan gör anspråk på området. Området kontrolleras de facto av Egypten. 
Till skillnad från Hala'ibtriangeln gör ingen av de båda staterna anspråk på det närliggande området Bir Tawil.